# Stars at Noon
Stars at Noon is een Franse film uit 2022, geregisseerd door Claire Denis en gebaseerd op de roman The Stars at Noon uit 1986, van de Amerikaanse auteur Denis Johnson.

## Verhaal
Tijdens de Nicaraguaanse revolutie ontmoeten een Amerikaans journalist (Margaret Qualley) en een Engelse zakenman (Joe Alwyn) elkaar en beginnen een liefdesrelatie. Later moeten ze samen op de vlucht voor het oorlogsgeweld.

## Rolverdeling
| Acteur           | Personage                  |
| ---------------- | -------------------------- |
| Margaret Qualley | Trish                      |
| Joe Alwyn        | Daniel                     |
| Danny Ramirez    | Costa Ricaans politieagent |
| Benny Safdie     | CIA-agent                  |
| John C. Reilly   | Amerikaanse baas           |

## Productie
In april 2019 kondigde Denis de plannen van een nieuwe film aan en de casting van Robert Pattinson aan na een vertoning in het Brattle Theatre van haar film High Life uit 2018, waarin ook Pattinson speelde. In februari 2020 werd aangekondigd dat A24 de Noord-Amerikaanse distributierechten had verworven voor de volgende film van Claire Denis, met Robert Pattinson en Margaret Qualley in de hoofdrollen. Het filmen was gepland om die zomer te beginnen. De start van de filmopnames werd daarna verplaatst naar april 2021 maar werd weer uitgesteld. Pattinson zou de film in juli verlaten vanwege planningsconflicten, waarbij Taron Egerton hem zou vervangen en de opnames werden nu gepland voor oktober 2021 in Panama. Nadat dit niet gebeurde verliet Egerton in november het project om persoonlijke redenen en werd vervangen door Joe Alwyn. In januari 2022 werd Danny Ramirez aangekondigd als onderdeel van de cast en in april werden onder anderen Benny Safdie en John C. Reilly toegevoegd. De filmopnames gingen uiteindelijk in december 2021 van start in Panama.

## Release en ontvangst
Stars at Noon ging op 25 mei 2022 in première in de officiële competitie van het Filmfestival van Cannes.
De film kreeg overwegend positieve kritieken van de filmcritici, met een score van 70% op Rotten Tomatoes, gebaseerd op 23 beoordelingen.

## Prijzen en nominaties
De belangrijkste:
| Jaar | Prijs                   | Categorie   | Genomineerde(n) | Uitslag     |
| ---- | ----------------------- | ----------- | --------------- | ----------- |
| 2022 | Filmfestival van Cannes | Gouden Palm | Claire Denis    | Genomineerd |
| 2022 | Filmfestival van Cannes | Grand Prix  | Claire Denis    | Gewonnen    |